# Le Débrouillard
Le Débrouillard (titre original : Chicken Every Sunday) est une comédie psychologique américaine réalisée par George Seaton, sortie en 1949.

## Fiche technique
- Titre original  : Chicken Every Sunday
- Réalisation : George Seaton
- Scénario : Mary C. Call, Valentine Davies, Julius J. Epstein, Philip G. Epstein, George Seaton, Rosemary Taylor
- Directeur de la photographie : Harry Jackson
- Ingénieurs du son : Alfred Bruzlin, Roger Heman Sr.
- Montage : Robert L. Simpson
- Musique : Alfred Newman
- Producteur : William Perlberg
- Société de production : Twentieth Century Fox
- Durée : 94 minutes
- Format : Noir et blanc, 1,37:1
- Date de sortie : 
  - États-Unis : 18 janvier 1949

## Distribution
- Dan Dailey : James C. « Jim » Hefferan, le mari d'Emily
- Celeste Holm : Emily Hefferan, sa femme
- Colleen Townsend : Rosemary Hefferan
- Alan Young : Geoffrey Lawson
- Katherine Emery : Mildred Lawson
- Natalie Wood : Ruth Hefferan
- William Frawley : George Kirby
- Connie Gilchrist : Millie Moon
- Veda Ann Borg : Rita Kirby
- Wilson Wood : Robert Hart